# Sarah Riani
Sarah Riani, född 1983 i Lyon, är en fransk sångerska av algeriskt och marockanskt påbrå. Hon var med i den tredje säsongen av Nouvelle Star år 2005. Hennes singel "Intouchable" som släpptes 2010 har legat över 30 veckor på singellistan i Frankrike där den nått sjätte plats som bäst.

## Diskografi

### Singlar
| År   | Singel        | Topplaceringar |
| År   | Singel        | Frankrike      |
| ---- | ------------- | -------------- |
| 2010 | "Intouchable" | 6              |